# Johannes Willms
Johannes Willms (* 25. Mai 1948 in Würzburg; † 11. Juli 2022 in München) war ein deutscher Historiker und Kulturpublizist.

## Leben
Johannes Willms wurde als drittes und letztes Kind des Juristen und damaligen Amtsrichters Günther Willms und dessen Frau Anna, geb. Ungermann, in Würzburg geboren. Er wuchs zuerst in Arnstein/Unterfranken auf und dann in Ettlingen bei Karlsruhe, wo sein Vater von 1953 bis 1980 Richter am Bundesgerichtshof war. Nach dem Abitur 1968 am Bismarck-Gymnasium Karlsruhe studierte er Geschichte, Politikwissenschaften, Kunstgeschichte und Archäologie an den Universitäten Wien, Heidelberg und Sevilla. 1975 wurde er bei Reinhart Koselleck in Heidelberg mit einer Arbeit über Die Politik der officiers royaux auf den Etats Généraux promoviert.
Willms arbeitete als Pressereferent des Börsenvereins des deutschen Buchhandels, anschließend als Journalist, zuerst für den Hessischen Rundfunk, ab 1978 für das ZDF, wo er von 1988 bis 1992 Redaktionsleiter des Magazins aspekte war und die Fernsehsendung Das Literarische Quartett konzipierte. Anschließend war er von 1993 bis 2000 Feuilletonchef der Süddeutschen Zeitung, bis er als deren Frankreich-Korrespondent nach Paris ging. 2009 erhielt er den Prix de l’Académie de Berlin.
Über die Entstehung der Idee zum Literarischen Quartett sagte Willms: „Das war die übliche Sache: Ein Dichter wurde befragt oder schritt stumm um einen See herum, darunter wurde dann ein Text von ihm gelegt. Das wollten die Leute nicht mehr sehen, und da sagte ich: Das muss man aufmischen. Dann ging Reich-Ranicki, wurde bei der FAZ als Literaturchef verabschiedet, und da sagte ich: Das ist die Gelegenheit. Ich kannte ihn schon vorher, wir waren gewissermaßen Nachbarn, wohnten nur zwei Straßen entfernt voneinander in Frankfurt. Also ging ich mit einem Kollegen zusammen zu ihm …“
Willms trat neben seiner journalistischen Arbeit mit mehreren historischen Publikationen hervor, die wissenschaftlich fundiert sind und dennoch inhaltlich und stilistisch ein breites Publikum ansprechen. Schwerpunkt seiner Arbeit war die Geschichte Frankreichs. Der ehemalige Bundespräsident Richard von Weizsäcker und Ex-Bundeskanzler Helmut Schmidt betrauten Willms für die von ihnen ab 2008 herausgegebene Buchreihe Die Deutschen und ihre Nachbarn mit dem Band über Frankreich.
Willms war mit Evelyn Schels verheiratet. Er starb in der Nacht vom 11. auf den 12. Juli 2022 in München nach kurzer Krankheit im Alter von 74 Jahren.

## Publikationen

### Als Autor
- Die Politik der officiers royaux auf den Etats Généraux 1576–1614. Dissertation. Ruprecht-Karls-Universität. Heidelberg 1975.
- Nationalismus ohne Nation. Deutsche Geschichte von 1789 bis 1914. Claassen, Düsseldorf 1983, ISBN 3-546-49695-7; Fischer Taschenbuch, Frankfurt am Main 1985, ISBN 3-596-24350-5.
- Paris. Hauptstadt Europas 1789–1914. C. H. Beck, München 1988, ISBN 3-406-33387-7.
  - Paris. Hauptstadt Europas 1800–1914. C. H. Beck, München 2000, ISBN 3-406-42170-9 (um das erste Kapitel gekürzte Neuausgabe).
- Bismarck – Dämon der Deutschen. Anmerkungen zu einer Legende. Kindler, München 1997, ISBN 3-463-40296-3.
  - Bismarck – Dämon der Deutschen. Anmerkungen zu einer Legende.  DTV, München 2015, ISBN 978-3-423-34838-6 (um ein Vorwort ergänzte Neuausgabe).
- Napoleon. Verbannung und Verklärung. Droemer, München 2000, ISBN 3-426-27210-5.
- Die deutsche Krankheit. Eine kurze Geschichte der Gegenwart. Hanser, München 2001, ISBN 3-446-20078-9.
- Napoleon. Eine Biographie. C. H. Beck, München 2005, ISBN 3-406-52956-9; Pantheon, München 2007, ISBN 978-3-570-55029-8.
- Balzac. Eine Biographie. Diogenes, Zürich 2007, ISBN 978-3-257-06624-1.
- St. Helena. Kleine Insel, großer Wahn. Mare, Hamburg 2007, ISBN 978-3-86648-060-5.
- Napoléon III. Frankreichs letzter Kaiser. C. H. Beck, München 2008, ISBN 978-3-406-57151-0.
- Frankreich (= Die Deutschen und ihre Nachbarn. Band 6). C. H. Beck, München 2009, ISBN 978-3-406-57853-3.
- Stendhal. Biographie. Hanser, München 2010, ISBN 978-3-446-23419-2.
- Talleyrand. Virtuose der Macht 1754–1838. C. H. Beck, München 2011, ISBN 978-3-406-62145-1.
- Gebrauchsanweisung für Frankreich. Piper, München 2012, ISBN 3-492-27544-3.
- Tugend und Terror. Geschichte der Französischen Revolution. C. H. Beck, München 2014, ISBN 978-3-406-66936-1.
- Waterloo. Napoleons letzte Schlacht. C. H. Beck, München 2015, ISBN 978-3-406-67659-8.
- Mirabeau oder Die Morgenröte der Revolution. Eine Biographie. C. H. Beck, München 2017, ISBN 978-3-406-70498-7.
- Der General Charles de Gaulle und sein Jahrhundert. Biographie. C. H. Beck, München 2019, ISBN 978-3-406-74130-2.
- Der Mythos Napoleon. Verheißung – Verbannung – Verklärung. Klett-Cotta, Stuttgart 2020, ISBN 978-3-608-96371-7.
- Louis XIV. Der Sonnenkönig und seine Zeit. C. H. Beck, München 2023, ISBN 978-3-406-80067-2.

### Als Herausgeber
- Freiheit oder Kapitalismus. Ulrich Beck im Gespräch mit Johannes Willms. Suhrkamp Taschenbuch, Frankfurt am Main 2000, ISBN 3-518-41206-X.
- Julie de Lespinasse: Briefe einer Leidenschaft 1773–1776. C. H. Beck, München 1997, ISBN 3-406-42336-1.